# Curling do Brasil
A Confederação Brasileira de Desportos no Gelo (CBDG) filiou-se à Federação Mundial de Curling em 1998, mas só estreou em uma competição oficial onze anos mais tarde, no Desafio Brasil-Estados Unidos de Curling de 2009, realizado em Bismarck, Dakota do Norte.

## Histórico
Uma turma de estudantes do Canadá procurava uma forma de lazer para enfrentar o rigoroso frio do inverno da região de Québec. Dessa forma, nasce o curling do Brasil. Luís Augusto Silva, Marcelo Mello, César Santos e Celso Kossaka eram contemporâneos na universidade e colegas de futebol quando decidiram formar uma equipe. Os quatro jogadores brasileiros, integrantes da Universidade de Sherbrooke, começaram a praticar o esporte em 2007. A situação inusitada, uma vez que o Brasil não tem tradição em esportes de inverno, rendeu uma matéria no The New York Times, um dos jornais de maior circulação nos Estados Unidos.
No desafio de 2009, a equipe brasileira perdeu as três partidas e, por isso, não se classificou para o Campeonato Mundial daquele ano. Em 2010 o país desafiou novamente os Estados Unidos, sendo mais uma vez derrotado em três confrontos.
Em fevereiro de 2010, o Comitê Paralímpico Brasileiro e a CBDG anunciaram um projeto de desenvolver o curling em cadeira de rodas no Brasil.Uma das cidades candidatas a receber a primeira pista do esporte no país foi Campos do Jordão, para a qual havia um plano de construção de um centro de esportes de inverno.
Em 2019, a CBDG anunciou o projeto da Arena Ice Brasil, em São Paulo (SP). Inagurada em fevereiro de 2020, a Arena Ice Brasil conta com as três primeiras pistas de curling com dimensões oficiais da América Latina e uma pista de 500 m² para patinação e hóquei no gelo, além de loja oficial, espaços para eventos culturais, palestras, cursos e seminários, coworking, bar e café.
Em julho de 2021, em parceria com a ONG Juntos pelo Esporte e a Associação dos Deficientes Físicos de Cubatão (ADEFIC), a CBDG apresentou o projeto Arena Juntos Pelo Curling, para iniciação de 16 cadeirantes na modalidade, visando à montagem da primeira seleção brasileira paralímpica de curling. Desenvolvida pela CBDG ).
O ano de 2022 foi marcado pela realização das primeiras competições de curling no Brasil. Em julho, ocorreu o Torneio Ice Brasil de curling, aberto para atletas amadores com ou sem experiência prévia na modalidade. No formato de Bonspiel, teve a participação de sete times masculinos, femininos e mistos, além de contando com uma dupla mista estrangeira e oito duplas mistas formadas por brasileiros que praticam a modalidade na própria Arena Ice Brasil e uma dupla estrangeira. Em agosto, também na Arena Ice Brasil, dois times masculinos e seis duplas mistas — incluindo a dupla brasileira melhor colocada no Torneio Ice Brasil — disputaram o primeiro Campeonato Brasileiro de Curling organizado pela CBDG no Brasil, após quatro edições no Canadá.